# Умберто Бінді
Умберто Бінді (італ. Umberto Bindi, нар. 12 травня 1932, Богліаско — 23 травня 2002, Рим) — італійський співак, автор пісень, композитор та піаніст.

## Біографія
Бінді народився в італійській провінції Генуя. Свою першу пісню «T'ho perduto» він написав у 1950 році. Його першою опублікованою піснею стала «Arrivederci», випущена компанією Ricordi у 1959 році. Пісня була популяризована Маріно Баррето-молодшим і стала одним з найбільш продаваних синглів 1959 року в Італії.
У 1960-х роках Бінді, разом з Бруно Лаузі, Луїджі Тенко, Джино Паолі та Фабріціо Де Андре, був одним з найяскравіших представників так званої «генуезької школи співаків-піснярів» — молодих генуезьких артистів, які писали та співали поетичні тексти за зразком французьких шансоньє. Перша платівка Бінді, «Umberto Bindi e le sue canzoni», вийшла у 1960 році.
Бінді написав низку відомих пісень, серед яких «Il nostro concerto» (1960), «Riviera» (1961) і особливо «Il mio mondo» (1963), яку британська попспівачка Сілла Блек заспівала у 1964 році під назвою «You're My World». Пісня залишалася на вершині британських хіт-парадів протягом чотирьох тижнів. Як співачка Бінді двічі брала участь у фестивалі в Сан-Ремо — у 1961 році в дуеті з Мірандою Мартіно з піснею «Non mi dire chi sei» й в 1996 році в дуеті з групою «New Trolls» з піснею «Letti». Бінді помер у 2002 році у віці 70 років у римській лікарні від серцевого нападу.

## Особисте життя
Умберто Бінді був геєм, публічно розповів про це у 1988 році, через що зазнав остракізму та маргіналізації від гомофобного італійського суспільства.

## Дискографія
Студійні альбоми
- 1960 — Umberto Bindi e le sue canzoni
- 1961 — Umberto Bindi
- 1972 — Con il passare del tempo
- 1976 — Io e il mare
- 1982 — D'ora in poi (ristampato in CD nel 1996 con il titolo Le voci della sera)
- 1985 — Bindi
- 1994 — Il nostro concerto (con Bruno Martino, edizione limitata con versioni delle canzoni dell'album Bindi del 1985)
- 1996 — Di coraggio non si muore (Fonopoli, 99748 38522)
- 2005 — Il mio mondo (Raccolta di brani sia editi che inediti)
- 2013 — Umberto Bindi inedito (musica per l'eternità) (interpreti: Alex Zuccaro, Annalisa Cucchiara, Sismica)

Колекції
- 1996 — Il mio mondo
- 2000 — Umberto Bindi (BMG Ricordi/Ricordi — serie Flashback: I grandi successi originali)
- 2002 — Umberto Bindi (BMG Italy/BMG Ricordi, doppio)
- 2005 — Davanti all'orizzonte (antologia e brani inediti, Associazione culturale «Il mio mondo», IMM001)
- 2009 — Collections (antologia)
- 2012 — Umberto Bindi, Sergio Endrigo, Bruno Lauzi e Gino Paoli — L'unica volta insieme, Halidon
- 2013 — Il mio mondo solidale (raccolta di brani del suo repertorio reinterpreti da artisti vari) (lavocedelledonne)

Сингли
- 1959 — Arrivederci / Odio (Dischi Ricordi SRL 10-029)
- 1959 — Amare te / Nuvola per due (Ricordi SRL 10-030)
- 1959 — Girotondo per i grandi / Basta una volta (Ricordi SRL 10-033)
- 1959 — Tu / Non so (Ricordi SRL 10-052)
- 1960 — Un giorno, un mese, un anno / Lasciatemi sognare (Ricordi SRL 10-084)
- 1960 — Appuntamento a Madrid / Il confine (Ricordi SRL 10-085)
- 1960 — È vero / Luna nuova sul Fuji-Yama (Ricordi SRL 10-102)
- 1960 — Il nostro concerto / Tu (Ricordi SRL 10-137)
- 1960 — Il nostro concerto / Un giorno, un mese, un anno (Ricordi SRL 10-141)
- 1960 — Se ci sei / Chiedimi l'impossibile (Ricordi SRL 10-155)
- 1960 — Marie Claire / Un paradiso da vendere (Ricordi SRL 10-160)
- 1961 — Non mi dire chi sei / Amare te (Ricordi SRL 10-179)
- 1961 — Riviera / Vento di mare (Ricordi SRL 10-198)
- 1961 — Noi due / Appuntamento a Madrid (Ricordi SRL 10-216)
- 1961 — Ninna nanna / Girotondo per i grandi (nuova versione) (Ricordi SRL 10-220)
- 1962 — Jane / Carnevale a Rio (Ricordi SRL 10-249)
- 1962 — Un ricordo d'amore / Vacanze (RCA Italiana PM45-3214)
- 1963 — Il mio mondo/Vieni, andiamo (RCA Italiana PM45-3235)
- 1964 — Ave Maria / Un uomo che ti ama (RCA Italiana PM45-3275)
- 1964 — Quello che c'èra un giorno / Il giorno della verità (RCA Italiana PM45-3292)
- 1965 — Il nostro concerto / Arrivederci (Ricordi SRL 10-370)
- 1968 — Per vivere / Storia al mare (Ariston Records AR/0243)
- 1969 — Mare / Ma perché (Variety FNP-NP 10132)
- 1976 — Io e il mare / Flash (Durium LdA 7913)
- 1976 — L'alba / Bogliasco notturno (Durium Ld AI 7937)
- 1989 — C'è voluto tempo (per imparare a vivere da solo) / Sognando in sax (Ariston Armx-001) (12")
- 1996 — Letti (con i New Trolls) / Chiara / Miracolo miracolo (solo New Trolls) (Fonopoli Stage)

EP
- 1959 — La sua voce, il suo pianoforte e le sue canzoni (Dischi Ricordi, 45 ERL 126)
- 1959 — Girotondo per i grandi (Dischi Ricordi, 45 ERL 128)
- 1960 - Un giorno, un mese, un anno (Dischi Ricordi, 45 ERL 151)
- 1960 — Il nostro concerto (Dischi Ricordi, 45 ERL 169)